# Государственный экзаменационный центр (Азербайджан)
Госуда́рственный экзаменацио́нный центр Азербайджа́нской Респу́блики (азерб. Dövlət İmtahan Mərkəzi) — центр, организирующий экзамены для государственных органов, юридических и физических лиц на основе контракта, с целью отбора кадров на государственную службу и приема студентов в высшие и средние учебные заведения. Был создан указом президента Азербайджана от 11 апреля 2016 года.
Согласно Указу Президента Азербайджанской Республики от 17 сентября 2022 года, он является одним из 10 государственных органов, которые могут быть учредителями печатного СМИ.

## История

### Государственная комиссия по приему студентов
Государственная комиссия по приему студентов была создана в 1992 году приказом Абульфаза Эльчибея.
ГКС являлась централизованным учреждением, созданным с целью осуществления приема студентов в высшие учебные заведения Азербайджана. Приём студентов осуществлялся централизованно, тестовым методом.
Государственная комиссия по приему студентов, входящая в состав органов государственного управления, занимала особое место в системе образования и подчинялась Президенту Азербайджана.
В учреждении работало 4 отдела:
- Организационный отдел
- Справочный отдел
- Отдел компьютерных операций
- Финансово-административный отдел

Комиссия была упразднена указом президента Азербайджана от 11 апреля 2016 года.

### Государственный экзаменационный центр
Комиссия по вопросам Государственной службы при Президенте Азербайджана и Государственная комиссия по приему студентов Азербайджана были упразднены. Их государственное имущество передано на баланс Государственного экзаменационного центра (ГЭЦ).
ГЭЦ осуществляет итоговую оценку (аттестацию) обучающихся на общем уровне образования, приём студентов в средние специальные учебные заведения, на степень бакалавра и магистра высшего образования в высшие учебные заведения (базовое образование и ординатура по медицине), а также на степень магистра Национальной академии наук Азербайджана. 
Центр также участвует в формулировании государственной политики в сфере государственной службы и проводит тесты для поступления на государственную службу и продолжения деятельности на государственной службе.
Центр управляется советом директоров, состоящим из председателя, назначаемого и освобождаемого от должности Президентом Азербайджана, двух заместителей председателя и четырёх членов, действующих на общественных началах. Распоряжением Президента № 1949 от 12 апреля 2016 года  председателем Совета директоров Государственного экзаменационного центра Азербайджана назначена Малейка Аббасзаде.

## Деятельность
Государственный экзаменационный центр проводит экзамены SAT при поддержке организации ETS (Служба образовательного тестирования) США. Также при поддержке организации ETS с января 2020 года компьютеризированным экзаменационным центром при ГЭЦ проводятся экзамены TOEFL и GRE.
В 2018 году ГЭЦ стал официальным центром компьютерного тестирования организации «Pearson VUE», выдающим международные сертификаты академического английского языка («PTE Academic»), а также получил право на проведение более 100 экзаменов, связанных с различными областями специализации - информационные технологии, финансы, бухгалтерский учет, менеджмент, аудит, управление проектами.
В 2020 году Государственный экзаменационный центр получил лицензию на проведение международных экзаменов по английскому языку «LanguageCert International ESOL». Экзамены проводятся онлайн, с использованием компьютера. ГЭЦ является первым учреждением в Азербайджане, получившим соответствующую лицензию.
В 2020 году Государственный экзаменационный центр был зарегистрирован как официальный центр организации ACCA.

### Выпускные экзамены
На сайте Центра действует специальный раздел, на котором введя номер экзаменационной работы, номер удостоверения личности или FIN-код, ученики могут ознакомиться с результатами экзаменов. 
Действует SMS рассылка результатов экзамена по номеру 7727 для абонентов Azercell, Bakcell, Nar и Naxtel.
Экзамены проводятся в Баку, Нахичевани, Гяндже, Шамкире, Агстафе, Газахе, Сумгаите, Абшероне, Шамахы, Мингячевире, Шеки, Загатале, Барде, Гёйчае, Кюрдамире, Ширване, Сабирабаде, Сальяне, Ленкорани, Джалилабаде, Масаллы, Кубе, Хачмазе. 
С 2023 года Центр начал проводить экзамены на освобождённых территориях. Сначала экзамены начали проводиться в Зангиланском районе, затем в Лачине, Физули, Агдере. С 2025 года экзамены начали проводиться в Шуше, Ханкенди, Ходжалы, Джебраиле.
В мае 2025 года впервые экзамены проведены в Ханкенди.
С 2025 года введено новшество, при котором проверка письменных заданий осуществлялась в онлайн-режиме. Для этого применялись технологии распознавания лиц и система «seeding» (отправка маркерам заранее откалиброванных заданий для контроля объективности). Специалистами Центра было разработано программное обеспечение для онлайн-проверки работ.
При центре действует Апелляционная комиссия для рассмотрения апелляций учеников.

#### Экзамены 2024/25
В 2025 году экзамены проведены в 24 городах и районах Азербайджана.
В мае 2025 года для проведения экзаменов задействовано 213 зданий и 4018 залов. Проведение экзаменов обеспечивают 635 руководителей экзаменов, 5 014 наблюдателя, 717 сотрудников пропускного режима.
Во второй группе специальностей экзамен сдают 25 961 чел., в третьей — 28 286 чел.